# Stazione di Palma-San Gennaro
Palma-San Gennaro è una stazione ferroviaria posta lungo la linea Cancello-Avellino, a servizio dei centri abitati di Palma Campania e San Gennaro Vesuviano.